# Hugues IX de Lusignan
Pour les articles homonymes, voir Hugues de Lusignan.
Hugues IX le Brun (av. 1151-11 août 1219) est un noble poitevin de la maison de Lusignan. Il est seigneur de Lusignan, de Couhé et détient également le château de Frontenay. Avant 1196, soit par achat, soit par mariage, il prend possession de Château-Larcher,. Enfin, il se fait reconnaître comte de la Marche en 1199 et devient l'un des plus puissants seigneurs du Poitou.

## Biographie

### Famille
Hugues IX le Brun est le fils d'Hugues le Brun (v. 1124-v. 1169) et d'Aurengarde (av. 1139-ap. 1169), héritière probable des seigneurs d'Exoudun. Il est le petit-fils et successeur d'Hugues VIII de Lusignan (v. 1097-ap. 1171). Il était presque certainement mineur lorsque son père mourut.
Son frère cadet, Raoul Ier (av. 1169-1er mai 1219) seigneur d'Exoudun, accède au rang comtal en 1191 et son frère utérin, Hugues de Surgères (v.1174-1212), est vicomte baillistre de Châtellerault de 1203 à 1212,.
Hugues IX est le neveu de Geoffroy Ier de Lusignan (av. 1150-1216), seigneur de Vouvant et de Mervent, de Guy (av. 1153-1194) et d'Aimery II de Lusignan (av. 1152-1205), rois de Jérusalem et de Chypre.

#### Sous-lignages
Hugues IX est au centre d'un cercle familial riche de multiples sous-lignages. Il a pour cousin Geoffroy II de Lusignan (v. 1195-1247), seigneur de Vouvant, Mervent, Moncontour, ses frères cadets, Guillaume de Valence (v. 1200-1230), seigneur de Soubise, et Aimery de Lusignan (av. 1202-ap. 1230). Hugues IX a pour cousins, issus de germain, Jean d'Angles (av. 1186-av. 1218), Rorgon II d'Angles (av. 1204-ap. 1245), co-seigneur d'Angles, et la fratrie membre du sous-lignage de Lezay : Simon II de Lezay (av. 1165-ap. 1199), Joscelin Ier (av. 1166-av. 1220), seigneur de Lezay et de Monthoiron, Guillaume II de Lezay  dit le Chauve (av. 1166-v. 1248), co-seigneur d'Angles, seigneur de l'Isle-Jourdain, Hugues Ier de Lezay (av. 1166-ap. 1224) et Geoffroy Ier de Lezay (av.1205-ap. 1226), chanoine de Poitiers,.

### Dans l'entourage de Cœur de Lion
À l'époque de Richard Cœur de Lion, les Lusignan sont un soutien indéfectible à la cause du souverain Plantagenêt en Aquitaine et en Normandie. Les Lusignan bénéficient d'une politique avantageuse et cette période leur est profitable. Hugues IX sert ce monarque fidèlement tout au long de son règne.

#### Troisième croisade
On retrouve Hugues IX le Brun dans l'entourage du roi Plantagenêt en Sicile en 1190 puis à Acre l'année suivante, lors du siège de la ville par les croisés, durant la troisième croisade. Le  5 janvier 1194, il visite Richard à Spire quand celui-ci est retenu prisonnier en Allemagne par l'empereur Henri VI,,,.

#### Isabelle d'Angoulême
En 1199, il est décidé d'une grande union entre les Lusignan et les Taillefer. Hugues IX le Brun, seigneur de Lusignan, doit épouser Isabelle Taillefer héritière du comté d'Angoulême,. Ne souhaitant pas céder le comté de la Marche ni aux Lusignan, ni aux Taillefer, Richard Cœur de Lion, après avoir accordé à Raoul Ier d'Exoudun les possessions normandes d'Eu, permet à l'aîné du lignage d'accéder au rang comtal. Cette union permet au souverain anglais de stabiliser le nord de l'Aquitaine en faisant basculer l'Angoumois, toujours hostile aux Plantagenêt, dans les mains d'une maison fidèle.
La mort de Richard Cœur de Lion, à Chalus, le 6 avril 1199,,,, ouvre une période de grande confusion et de succession entre les partisans d'Arthur, duc de Bretagne et neveu de Richard, et Jean d'Angleterre, comte de Mortain, frère cadet de Richard. Au cours du même mois Aymar, comte d'Angoulême, et son demi-frère Adémar V de Limoges portent leur soutien au jeune duc de Bretagne et à Philippe II Auguste. Les Lusignan choisissent de soutenir le dernier fils d'Aliénor d'Aquitaine. Au centre de ce jeu d'alliances, l'enjeu est le contrôle du comté de la Marche et la domination sur le nord du duché d'Aquitaine.

### Le comté de la Marche: une pièce maîtresse de la domination en Aquitaine

Carte du royaume de France en 1180.

En décembre 1199, Hugues IX le Brun, pensant ne jamais être investi du comté de la Marche, capture Aliénor d'Aquitaine, lors de son passage sur ses terres, se rendant en Castille, chercher une de ses petites-filles, afin d'établir une alliance matrimoniale avec l'héritier des capétiens,. Hugues IX se fait remettre le comté de la Marche par la reine pour prix de sa libération.
Le 28 janvier 1200 à Caen, Hugues IX le Brun prête hommage au roi Jean sans Terre pour le comté de la Marche. Son frère cadet, Raoul Ier d'Exoudun, fait de même pour le comté d'Eu qu'il tient de son épouse Alix,. Hugues IX le Brun est désormais à la tête d'un puissant réseau familial et féodal : Marche, fiefs mélusins et bientôt Angoumois seront dans la même main. Cela donne potentiellement naissance à l'une des plus importantes possession territoriale du centre ouest de la France : un affaiblissement pour la souveraineté ducale. Le souverain Plantagenêt ne va pas tarder à réagir.
En août 1200, Jean sans Terre, successeur de Richard, voyant le danger de cette union épouse la jeune Isabelle Taillefer. Les Lusignan, floués, font alors appel au roi de France pour obtenir justice. Comme Jean sans Terre refuse de se présenter à son suzerain pour répondre de ses actes, Philippe Auguste prononce la commise des biens du Plantagenêt en France, le 28 avril 1202,,,. Pour concurrencer les prétentions de Jean sans Terre et d'Isabelle sur l'Angoumois, Hugues IX le Brun épouse la cousine d'Isabelle : Mathilde d'Angoulême, fille unique du comte Vulgrin III (♰ 1181) que ses oncles ont spolié du comté d'Angoulême au décès de son père.
À partir de ces événements, le lignage Lusignan sera hostile à la politique du souverain Plantagenêt en Aquitaine. Cela sera le cas jusqu'en 1214, où pour secourir Geoffroy Ier de Lusignan, et ses fils, assiégés dans Vouvant, Hugues IX et Raoul Ier d'Exoudun négocieront leur ralliement entraînant celui de leurs autres parents.

### Le retour dans le giron des ducs d'Aquitaine

#### Le traité de Parthenay (1214)
Le conflit entre les Lusignan et le duc d'Aquitaine aboutit au traité de Parthenay en mai 1214. Une alliance est scellée entre les deux familles : Hugues X de Lusignan est fiancé à Jeanne d'Angleterre. Alors âgée de quatre ans, Jeanne est confiée à la garde du comte de la Marche et à Hugues X de Lusignan. Hugues X reçoit en bail la Saintonge et  l'île d'Oléron. Jean sans Terre renonce au comté de la Marche et Hugues IX le Brun renonce aux prétentions qu'il pouvait exercer, au titre de son épouse Mathilde, sur celui d'Angoulême,. Il en est de même pour les châteaux de Bouteville et de Châteauneuf, qui devaient composer la dot de Mathilde.

#### La bataille de la Roche-aux-Moines (1214)
À la suite du traité de Parthenay, Hugues IX le Brun est présent aux côtés du roi Jean à la bataille de la Roche-aux-Moines, le 2 juillet 1214, en compagnie d'Aimery VII, vicomte de Thouars, et de Savary de Mauléon,. C'est une défaite pour Jean et ses alliés, quelques jours avant celle de Bouvines en Flandre,. Le règlement du conflit, entre les deux royaumes, est acté le 18 septembre 1214 par le traité de Chinon. En septembre 1214 à Parthenay Hugues IX et Raoul Ier d'Exoudun, leur fils et neveu Hugues X de Lusignan, sont signataires de la trêve, d'une durée de cinq années, pour le camp anglais,.

### Cinquième croisade
Récemment élu pape, Honorius III relance l'appel avorté de son prédécesseur d'une nouvelle croisade en 1216. Hugues IX le Brun avait pris la croix dès 1213, à la suite du IVe concile du Latran, et se voit à nouveau sollicité par le pouvoir pontifical qui le cite à l'appel.
En août 1218, Hugues IX le Brun, comte de la Marche, embarque à Gênes pour participer à la cinquième croisade. Il débarque à Damiette, en Égypte, le 9 octobre 1218,, en compagnie de son frère Raoul Ier d'Exoudun qui avait pris la croix récemment,. Les frères Lusignan participent au siège de Damiette et ont surement été en contact avec l'épidémie qui s'est propagée dans le camp des croisés,,. Raoul Ier d'Exoudun retourne en France au printemps 1219 et décède le 1er mai à Melle.

#### Décès
Hugues IX le Brun, comte de la Marche, décède à Damiette le 11 août 1219 ; probablement de maladie.

## Mariages et descendance

### Première union
Hugues IX le Brun eut d'un premier mariage avec une inconnue :
- Hugues X de Lusignan[2] (v. 1182-5 juin 1249), seigneur de Lusignan, comte de la Marche. En 1220, Hugues X épouse Isabelle Taillefer, comtesse d'Angoulême et reine consort d'Angleterre, veuve de Jean sans Terre en 1216 ;
- Un(e) inconnu(e) (?-av. 1225), d'une union qui demeure inconnue (similaire ou différente de la précédente) ou d'une relation. Ce ou cette inconnu(e)[2] eut à son tour :
  - Agathe (av. 1211-1226), mariée à l'un des fils de Porteclie[82], seigneur de Mauzé[83],[84],[85],[86] ;
  - Inconnu (♰ 1236), tué ou noyé lors d'une émeute anti-étudiants à Orléans le 18 mai 1236[87].

### Mathilde d'Angoulême
À une date inconnue, vers 1200 ou 1201, Hugues IX le Brun épouse en secondes noces Mathilde d'Angoulême (av. 1181-ap. 29 août 1233), fille unique de Vulgrin III (v. 1148-1181), comte d’Angoulême (1180-1181), et d'Isabelle d'Amboise (♰ entre ap. 20 mars 1202 et av. avril 1213). Héritière du comté d'Angoulême, Mathilde est spoliée et dépossédée par ses oncles : Guillaume VII Taillefer, comte d'Angoulême (1181-v. 1194), et Aymar (père d'Isabelle d'Angoulême), comte d'Angoulême (1194-1202). Longtemps protégée par le roi Richard Cœur-de-Lion en personne (ennemi des Taillefer, des Rancon et des vicomtes de Limoges, ces derniers étant pro-français), Mathilde d'Angoulême ne recouvrera cependant jamais ses possessions.
De son mariage, avec Mathilde d'Angoulême, Hugues IX le Brun n'a pas de postérité connue.
Il semble très peu probable qu'Hugues X de Lusignan soit le fils de Mathilde d'Angoulême, seconde épouse d'Hugues IX et cousine germaine de la comtesse-reine Isabelle. Un document qui atteste que Mathilde était encore en vie en août 1233 suggère fortement qu'elle n'était pas la mère d'Hugues X. Ce document est une déclaration de Juhel de Mathefelon (alias de Mayenne), archevêque de Tours puis de Reims, informant qu'un accord a été conclu entre Mathilde, fille de Vulgrin III d'Angoulême et veuve d'Hugues IX, comte de la Marche, et Isabelle, reine d'Angleterre, comtesse de la Marche et d'Angoulême : Mathilde abandonne à Isabelle et à son mari, Hugues X de Lusignan, et à leurs héritiers, ses droits sur le comté d'Angoulême et ses droits de douaire sur le comté de la Marche en échange d'une rente annuelle de 500 livres tournois à laquelle Isabelle  ajoute 500 livres tournois en argent comptant. Pour garantir l'accord, Mathilde accepte d'être excommuniée par les archevêques de Tours et de Bordeaux et les évêques de Poitiers, Angoulême et Saintes au cas où elle viendrait à l'enfreindre,,,.
Tandis que le document mentionne Mathilde et Hugues X à plusieurs reprises, il ne suggère pas de lien de sang entre eux. Si Mathilde avait été la mère de Hugues X, il semble extraordinaire que ce fait ne soit à aucun moment mentionné.

## Sceaux et armoiries

### Sceau [1199]
Avers : Rond, 70 mm,,,.

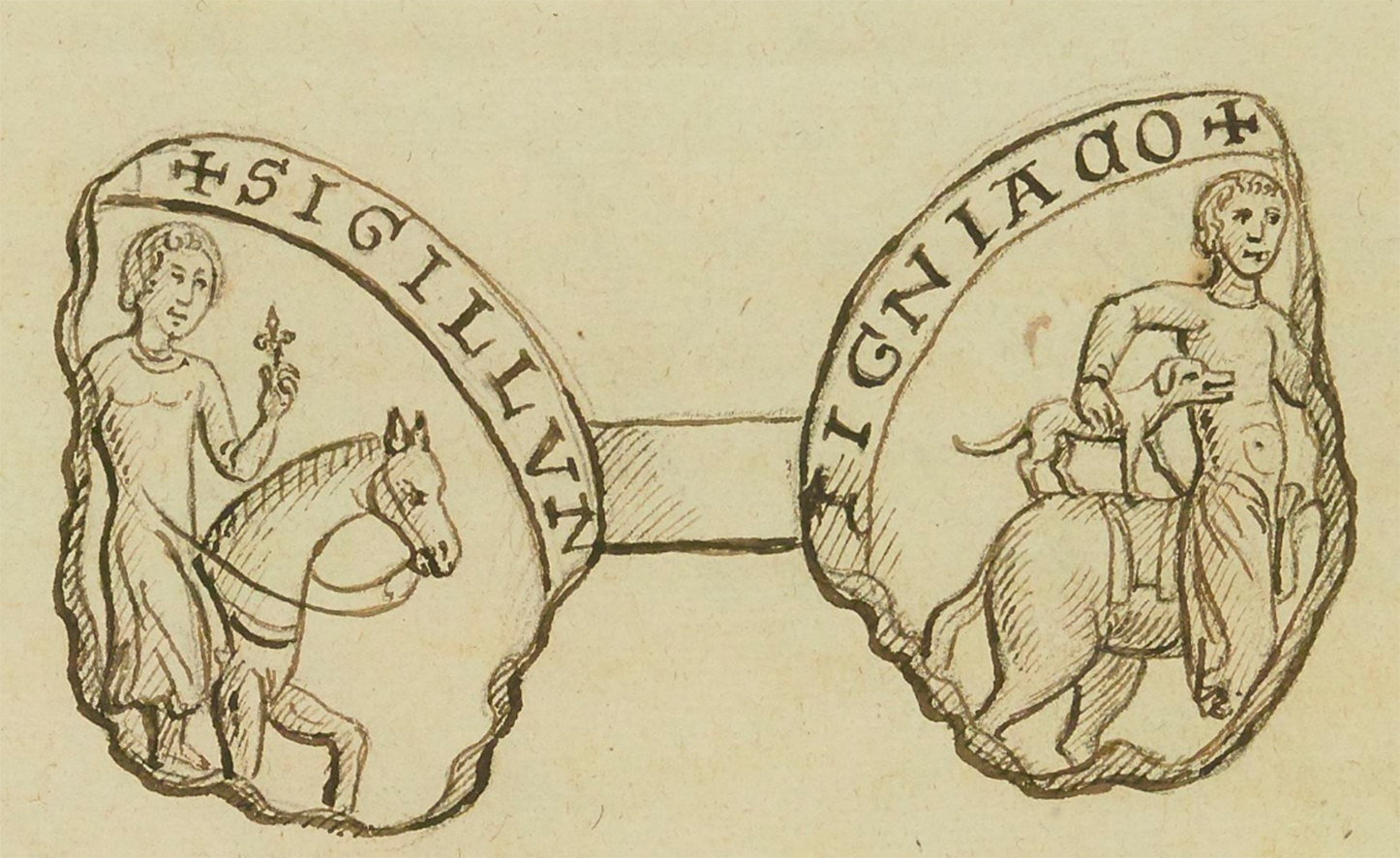
Sceau et contre sceau d'Hugues IX le Brun (1199),
d'après un dessin de Louis Boudan du XVIIIe siècle.

Description : Type équestre de chasse à droite, le cheval au pas, le cavalier tête nue, vêtu d'une cotte, tenant de la main gauche une fleur de lys et de la droite un chien sur la croupe du cheval.
Légende : ✠ SIGILLVM...
Contre-sceau : Rond, 70 mm,,,.
Description : Type équestre de chasse à droite, le cheval au pas, le cavalier tête nue, vêtu d'une cotte, tenant de la main droite un chien aux oreilles pendantes, debout sur le dos du cheval, qui semble aboyer.
Légende : ...IGNIACO ✠

### Sceau [1216]
Avers : Rond, 70 mm,,,.

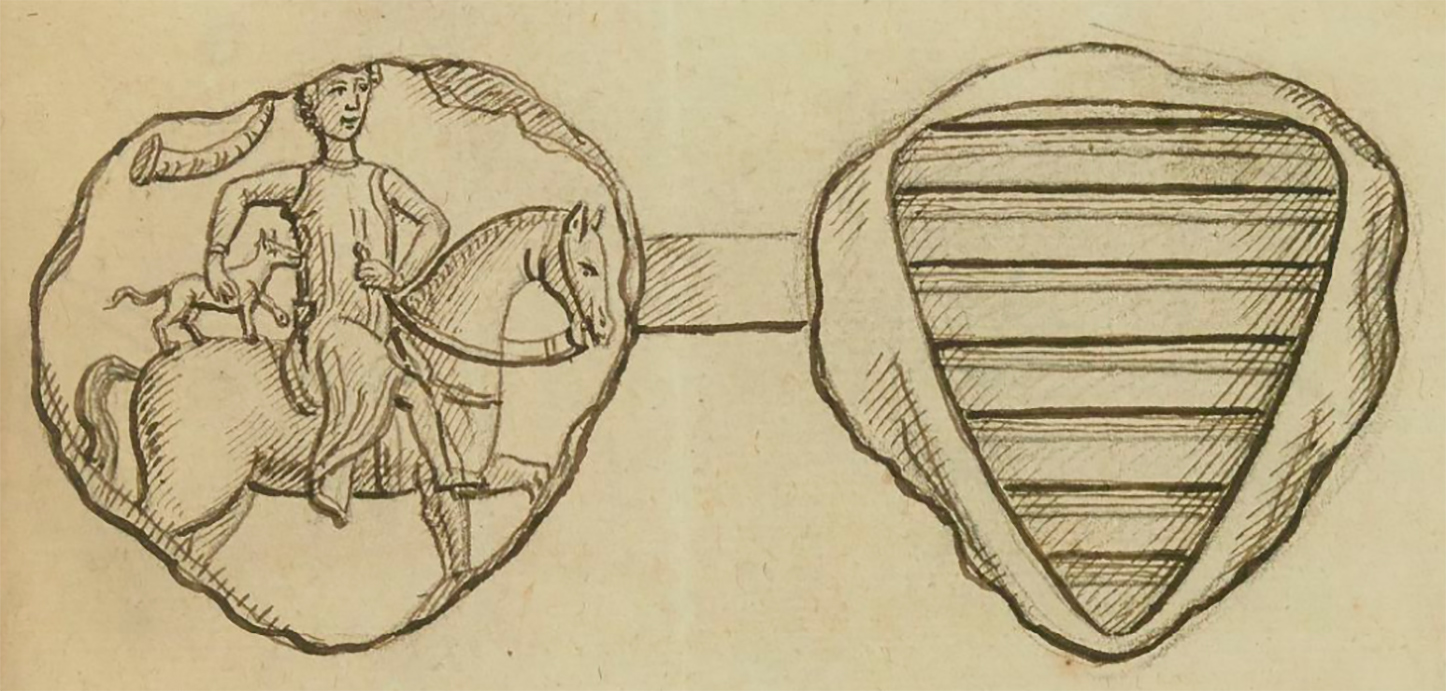
Sceau et contre sceau d'Hugues IX le Brun (1216),
d'après un dessin de Louis Boudan du XVIIIe siècle

Description : Type équestre de chasse à droite, le cheval au pas, le cavalier tête nue, vêtu d'une cotte et d'un surcot ample orné de bandes contrastantes, tenant les rênes de la main gauche ramenée devant lui, et, de la droite un chien debout sur le croupe du cheval. Dans le champ en haut à droite, un cor.
Légende : détruite.
Contre-sceau : Rond, 70 mm,,,.
Description : Écu burelé de quinze pièces.
Légende : détruite

### Armoiries [1216]
| Blason | Blasonnement : Écu d'argent à sept burelles d'azur Commentaires : Blason d'Hugues IX le Brun, d'après un contre-sceau de 1216, dessiné par Louis Boudan au XVIIIe siècle pour Roger de Gaignières. |

Références,,,

## Sources et bibliographie

### Sources sigillographiques
- SIGILLA : base numérique des sceaux conservés en France, « Hugues IX de Lusignan », http://www.sigilla.org/, Université de Poitiers. [lire en ligne]
- Sigillographie du Poitou jusqu'en 1515 : étude d'histoire provinciale sur les institutions, les arts et la civilisation d'après les sceaux, éd. François Eygun, Poitiers, Société des Antiquaires de l'ouest, 1938.